# Lernu!
Lernu! (укр. Учись!) — безкоштовний сайт для ознайомлення з міжнародною мовою есперанто і її вивченням.

## Історія
Ідея lernu! як навчального середовища народилася у зв'язку з першим семінаром Esperanto@Interreto (E@I) в Швеції в квітні 2000 року та конкретизувалася в жовтні 2001 року під час другого E@I, також у Швеції. У липні 2002 року проект одержав підтримку фонду ESF, і в серпні розпочалась робота. Пуск проекту відбувся 4 місяці пізніше, у грудні 2002 року.

## Український розділ
У лютому 2010 року був відкритий перший в Україні форум есперантистів, де користувачі можуть отримати мовну консультацію, обговорити актуальні події українського та всесвітнього есперанто-руху, поділитись досвідом вивчення та використання есперанто тощо.